# Gary Busey
William Gary Busey (Goose Creek, 29 giugno 1944) è un attore statunitense.
È noto soprattutto per i film Arma letale (1987), diretto da Richard Donner, È nata una stella (1976), diretto da Frank Pierson, Un mercoledì da leoni (1978), diretto da John Milius, e Point Break - Punto di rottura (1991), diretto da Kathryn Bigelow, ed è padre di Jake Busey, anch'egli attore.

## Biografia
Dopo il diploma superiore conseguito a Tulsa nel 1962, grazie ad una borsa di studio per meriti sportivi ha la possibilità di frequentare prima l'Università di Pittsburgh e successivamente quella di Stillwater, senza però mai arrivare alla laurea. Durante questo periodo muove i primi passi in una commedia trasmessa dai canali locali; nello stesso tempo fonda la prima delle tante band che lo vedranno esibirsi come batterista di un certo livello: la The Rubber Band.
Dopo un disco prodotto dalla Epi Records nel 1969 e innumerevoli apparizioni di secondo piano, nel 1978 arriva la fama: la nomination all'Oscar come miglior attore per The Buddy Holly Story e la conquista della critica per l'interpretazione del ruolo di Leroy nel film Un mercoledì da leoni. Gary Busey è autore della musica e del testo della canzone Since You've Gone, che viene cantata nel film Nashville (1975) diretto da Robert Altman.
Personalità eclettica (si cimenta anche nel conio di aforismi), ha ammesso di aver fatto uso di cocaina in gioventù e di essere stato ricoverato in una clinica psichiatrica. Il 4 dicembre 1988 Busey fu gravemente ferito in un incidente motociclistico in cui non indossava il casco. A causa di una frattura alla testa, i medici temevano che avesse subito un danno cerebrale permanente. Dopo questo episodio particolare, annunciò il suo riavvicinamento al cristianesimo.

### Vita privata
Nel 1968 ha sposato Judy Helkenberg dalla quale ha avuto un figlio, Jake, anch'egli attore. Nel 1990 i due hanno divorziato. Nel 1994 Busey ha avuto una figlia, Alectra, dalla relazione con l'attrice e stuntwoman Tracy Hutchinson. Nel 1996 ha sposato l'attrice Tiani Warden; i due si sono separati nel 1998 e hanno divorziato nel 2001. Nel 2010 l'attore è diventato padre di Luke, frutto della relazione con Steffanie Sampson. Nell'estate del 2012 è nata Rosalia, figlia del figlio Jake. Convinto repubblicano, è amico personale di Donald Trump.

## Filmografia parziale

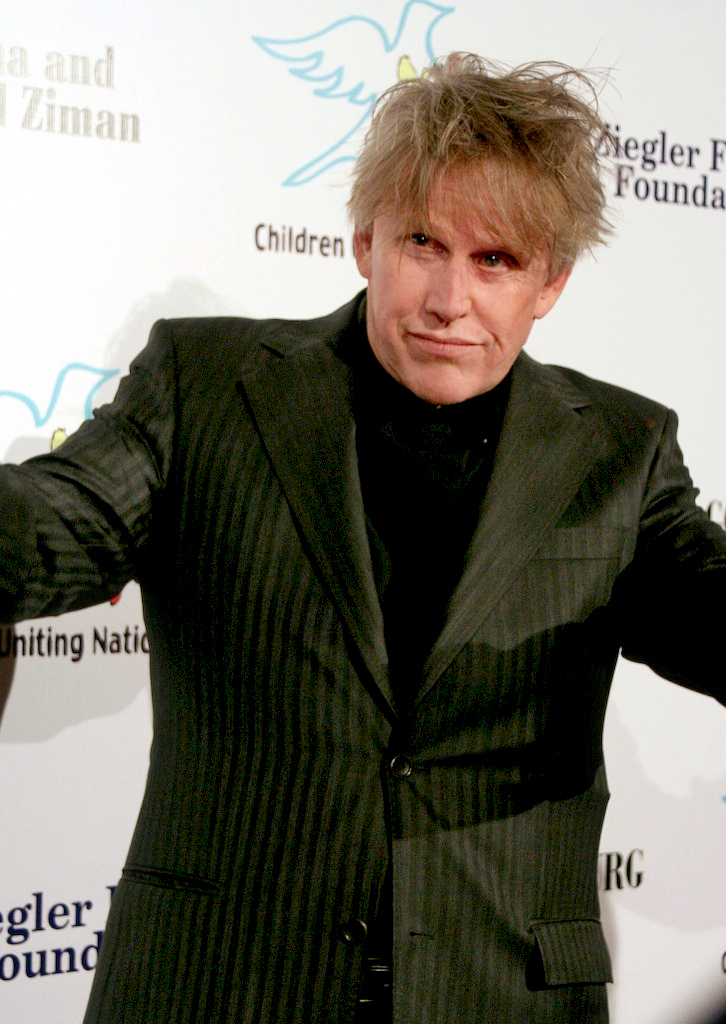
Gary Busey nel 2008

### Cinema
- I magnifici sette cavalcano ancora (The Magnificent Seven Ride!), regia di George McCowan (1972)
- Una calibro 20 per lo specialista (Thunderbolt and Lightfoot), regia di Michael Cimino (1974)
- È nata una stella (A Star Is Born), regia di Frank Pierson (1976)
- La corsa più pazza del mondo (The Gumball Rally), regia di Chuck Bail (1976)
- The Buddy Holly Story, regia di Steve Rash (1978)
- Un mercoledì da leoni (Big Wednesday), regia di John Milius (1978)
- Vigilato speciale (Straight Time), regia di Ulu Grosbard (1978)
- Carny - Un corpo per due uomini (Carny), regia di Robert Kaylor (1980)
- Barbarosa, regia di Fred Schepisi (1982)
- Unico indizio la luna piena (Silver Bullet), regia di Dan Attias (1985)
- A prova di vendetta (Eye of the Tiger), regia di Richard C. Sarafian (1986)
- Eroi per un amico (Let's Get Harry), regia di Stuart Rosenberg (1986)
- Arma letale (Lethal Weapon), regia di Richard Donner (1987)
- L'intruso (Hider in the House), regia di Matthew Patrick (1989)
- Predator 2, regia di Stephen Hopkins (1990)
- Point Break - Punto di rottura (Point Break), regia di Kathryn Bigelow (1991)
- Trappola in alto mare (Under Siege), regia di Andrew Davis (1992)
- Canvas, regia di Alain Zaloum (1992)
- Il socio (The Firm), regia di Sydney Pollack (1993)
- La recluta dell'anno (Rookie of the Year), regia di Daniel Stern (1993)
- Una bionda sotto scorta (Chasers), regia di Dennis Hopper (1994)
- Omicidio nel vuoto (Drop Zone), regia di John Badham (1994)
- Sopravvivere al gioco (Surviving the Game), regia di Ernest Dickerson (1994)
- Giorni di passione (Carried Away), regia di Bruno Barreto (1996)
- Strade perdute (Lost Highway), regia di David Lynch (1997)
- Soldier, regia di Paul W. S. Anderson (1998)
- Paura e delirio a Las Vegas (Fear and Loathing in Las Vegas), regia di Terry Gilliam (1998)
- Doppio rischio (Two Shades of Blue), regia di James D. Deck (2000)
- On the Edge, regia di Fred Williamson (2002)
- Slap Shot 2 (Slap Shot 2: Breaking the Ice), regia di Steve Boyum (2002)
- Chasing Ghosts, regia di Kyle Dean Jackson (2005)
- The Gingerdead Man, regia di Charles Band (2005)
- Descansos, regia di J. Michael Kipikash (2006)
- Kurtlar Vadisi: Irak, regia di Serdar Akar (2006)
- Homo Erectus, regia di A. Rifkin (2007)
- Piranha 3DD, regia di John Gulager (2012)
- Bounty Killer, regia di Henry Saine (2013)
- Comportamenti molto... cattivi! (Behaving Badly), regia di Tim Garrick (2014)
- Entourage, regia di Doug Ellin (2015) - cameo

### Televisione
- Ai confini dell'Arizona (The High Chaparral) - serie TV, episodio 4x13 (1970)
- Bonanza - serie TV, episodio 14x10 (1972)
- Gunsmoke - serie TV (1975)
- Baretta - serie TV (1975)
- A Dangerous Life - serie TV (1988)
- Fallen Angels – serie TV, un episodio (1993)
- Rough Riders, regia di John Milius – miniserie TV (1997)
- Walker Texas Ranger - serie TV, episodio 7x13 (1998)
- I Simpson (The Simpsons) - serie TV, 1 episodio (2005) - voce
- Scrubs - Medici ai primi ferri (Scrubs) - serie TV, episodio 5x06 (2006) - cameo
- Entourage - serie TV, episodi 1x06-2x01-4x08 (2004-2007)
- Due uomini e mezzo (Two and a Half Men) - serie TV, 1 episodio (2011)
- Dal tramonto all'alba - La serie (From Dusk till Dawn: The Series) - serie TV (2015)

### Videogiochi
- Grand Theft Auto: Vice City (2002) - voce
- Grand Theft Auto: Vice City Stories (2006) - voce

## Riconoscimenti
- Premio Oscar
  - 1979 – Candidatura per il miglior attore protagonista per The Buddy Holly Story
- Golden Globe
  - 1979 – Candidatura per il miglior attore in un film commedia o musicale per The Buddy Holly Story
- BAFTA Awards
  - 1980 – Candidatura per il miglior attore debuttante per The Buddy Holly Story
- CableACE Awards
  - 1987 – Miglior attore in una serie drammatica per I viaggiatori delle tenebre, episodio WGOD (ex aequo con Peter O'Toole per l'episodio Banshee di The Ray Bradbury Theater)
  - 1994 – Candidatura per il miglior attore in una serie drammatica per Fallen Angels, episodio Since I Don't Have You
- Los Angeles Film Critics Association
  - 1978 – New Generation Award per The Buddy Holly Story
  - 1978 – Candidatura per il miglior attore per The Buddy Holly Story
- Los Angeles Independent Film Festival Awards
  - 2016 – May Award al miglior attore non protagonista per Candiland
- National Society of Film Critics Awards
  - 1979 – Miglior attore per The Buddy Holly Story
- New York Film Critics Circle Awards
  - 1978 – Candidatura per il miglior attore protagonista per The Buddy Holly Story

## Doppiatori italiani
Nelle versioni in italiano delle opere in cui ha recitato, Gary Buse è stato doppiato da:
- Massimo Corvo in L'intruso, Predator 2, Omicidio nel vuoto, Scrubs - Medici ai primi ferri
- Francesco Pannofino in Trappola in alto mare, Il socio, Fallen Angels
- Piero Tiberi in È nata una stella, La resa dei conti
- Alessandro Rossi in Unico indizio la luna piena, Eroi per un amico
- Pietro Biondi in Point Break - Punto di rottura, Universal Soldier II
- Fabrizio Temperini in Law & Order - I due volti della giustizia, Due uomini e mezzo
- Stefano De Sando in Giorni di passione, Comportamenti molto... cattivi!
- Saverio Indrio in The hard easy, Walker Texas Ranger
- Pino Colizzi in Vigilato speciale
- Pierangelo Civera in Un mercoledì da leoni
- Massimo Rinaldi in Arma letale
- Mario Cordova in La recluta dell'anno
- Dario Penne in Sopravvivere al gioco
- Enrico Di Troia in Strade perdute
- Giorgio Locuratolo in Detour - La svolta
- Ugo Maria Morosi in Paura e delirio a Las Vegas
- Saverio Moriones in Doppio rischio
- Pasquale Anselmo in On the Edge
- Maurizio Scattorin in Slap Shot 2
- Massimo Milazzo in Entourage
- Danilo Di Martino in Chasing Ghosts
- Luciano De Ambrosis in Entourage (film)
- Davide Lepore in The Buddy Holly Story (doppiaggio tardivo)

Da doppiatore è sostituito da:
- Massimo Lodolo ne I Simpson